# Letis tuisana
Letis tuisana är en fjärilsart som beskrevs av William Schaus 1911. Letis tuisana ingår i släktet Letis och familjen nattflyn. Inga underarter finns listade i Catalogue of Life.